# Hanna Philippovich
Johanna (Hanna) Maria von Philippovich, geb. Reininghaus, verh. Gollob, verh. Philippovich-Philippsberg (* 17. März 1890 in Gösting bei Graz; † 21. Oktober 1970 in Innsbruck), war eine österreichische Malerin und Restauratorin.

## Familie
Hanna Reininghaus war das vierte von fünf Kindern des Industriellen und Kunstsammlers Carl Reininghaus und dessen Ehefrau Zoe, geb. von Karajan. Zu ihren Geschwistern gehörte die Bildhauerin, Malerin und Grafikerin Maria Peter-Reininghaus.
1912 heiratete Hanna Reininghaus auf einer Spanienreise den aus Graz stammenden Maler und Grafiker Heinrich Gollob (1886–1917). Mit ihm bekam sie zwei Kinder, darunter Jagdflieger Gordon M. Gollob. Nach dem Tod ihres ersten Ehemanns heiratete sie ihren Schwager, den promovierten Juristen Stephan Freiherr Philippovich von Philippsberg (1884–1968). Aus dieser Ehe gingen vier Kinder hervor.

## Leben
Hanna Reininghaus studierte von 1909 bis 1911 – ebenso wie Heinrich Gollob ab 1910 – an der Landeskunstschule Graz, wo sie eine Schülerin von Alfred Zoff war. Später lebte sie mit Gollob und ihren Kindern in Straßengel. Bei einer Ausstellung in einer Wiener Galerie wurde die ehemalige österreichische Kronprinzessin, Gräfin Stephanie Lonyay, auf ihre Werke aufmerksam und bat sie um Malunterricht, den ihr Hanna Reininghaus 1914 auf Schloss Karlburg auch erteilte.
Von 1920 bis 1923 setzte Hanna Philippovich ihre Studien in München fort. Ab 1925 wohnte sie in Innsbruck. Sie unternahm Studienreisen nach Venedig, Rom, Sizilien und Paris. In den 1920er Jahren fanden mehrfach ihr gewidmete Einzelausstellungen im Rundsaal des Museums Ferdinandeum statt. Ein Schwerpunkt dabei lag auf Motiven aus der Bergwelt Stubais.
1932 kehrte Philippovich in ihren Geburtsort Gösting bei Graz zurück, wo sie mit ihrem zweiten Ehemann und den Kindern ein Haus bewohnte. Sie war Mitglied der Grazer Vereinigung Bildender Künstler Steiermarks, deren Ausstellungen sie beschickte. Aufmerksamkeit sowohl in der Innsbrucker als auch der New Yorker Presse erregte ihre Einzelausstellung 1930 in den Morton Galleries in New York. Dort wurden rund 30 ihrer Ölgemälde gezeigt, mehrheitlich mit Motiven aus der Tiroler Hochgebirgswelt, aber auch von ihrer Italienreise. 1931 und 1936 wurde Philippovich mit Medaillen der Stadt Graz ausgezeichnet. 1932 erhielt sie für ihre Gesamtleistungen den Österreichischen Staatspreis.
1939 hielt sich Philippovich zu Studienzwecken für fünf Monate in Portugal auf. Reisen führten sie 1940 nach Capri und Ischia.
1942 begann Hanna Philippovich als Restauratorin in Graz und anderen Orten der Steiermark zu arbeiten. Nach ihrem Umzug nach Tirol 1946 betätigte sie sich als selbständige Restauratorin für das Landesdenkmalamt. Sie starb 1970 im Alter von 80 Jahren in Innsbruck.

## Werk
Hanna Philippovich malte Landschaften (insbesondere Tiroler Bergwelt und südliche Städte), Blumenstücke, Stillleben, Historienbilder und Interieurs. Von ihr sind nur wenige Werke bekannt. Sie weisen eine Vereinfachung der Formen und mitunter Übersteigerung der Farbigkeit auf, bleiben aber der Gegenständlichkeit verhaftet.
Werke (Auswahl)
- Atlantis und Sonnenblumen, 1928 Ausstellung Museum Ferdinandeum[6]
- Sottomarina bei Chiogga, 1930er Jahre, Öl auf Leinwand, 70 × 70 cm
- San Gimignano, 1930er Jahre, Farbkreide auf Papier, 65 × 50 cm, Neue Galerie Graz
- Tiroler Mühle und Brennerstraße, Öl, 1930 Ausstellung Morton Galleries, New York[8]
- Hafen in Pirano, 1931 Medaille der Stadt Graz[10]
- Mutterliebe, 1933 Ausstellung bildender Künstler Steiermarks im Wiener Künstlerhaus[11]
- Alt-Graz (nach einem Stich Hollars)[12], Tafelbild, 1936 Ausstellung Genossenschaft bildender Künstler Steiermarks, Staatsmedaille der Stadt Graz[13]

## Ausstellungen (Auswahl)

### Einzelausstellungen
- 1926, 1928, 1931: Museum Ferdinandeum, Innsbruck und Igls
- 1930: Morton Galleries, New York

### Gruppenausstellungen
- 1916, 1918, 1921, 1931–1932, 1937: Vereinigung/Genossenschaft Bildender Künstler Steiermarks, Graz
- 1921, 1933: Wiener Künstlerhaus
- 1921: Steirische Kunstschau, Graz
- 1928: Jubiläumskunstschau, Industriehalle, Graz
- 2020: Ladies first! Künstlerinnen in und aus der Steiermark 1850–1950, Neue Galerie Graz